# Cirrospilus giraulti
Cirrospilus giraulti är en stekelart som beskrevs av Peck 1951. Cirrospilus giraulti ingår i släktet Cirrospilus och familjen finglanssteklar. Inga underarter finns listade i Catalogue of Life.